# Simona Postlerová

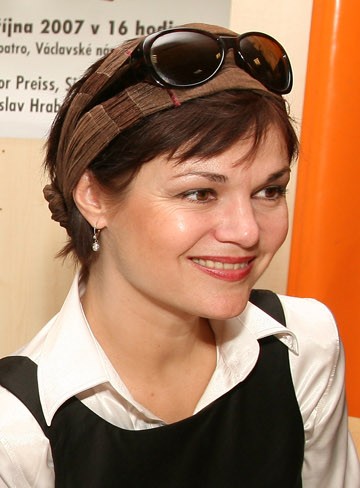
Simona Postlerová (2007)

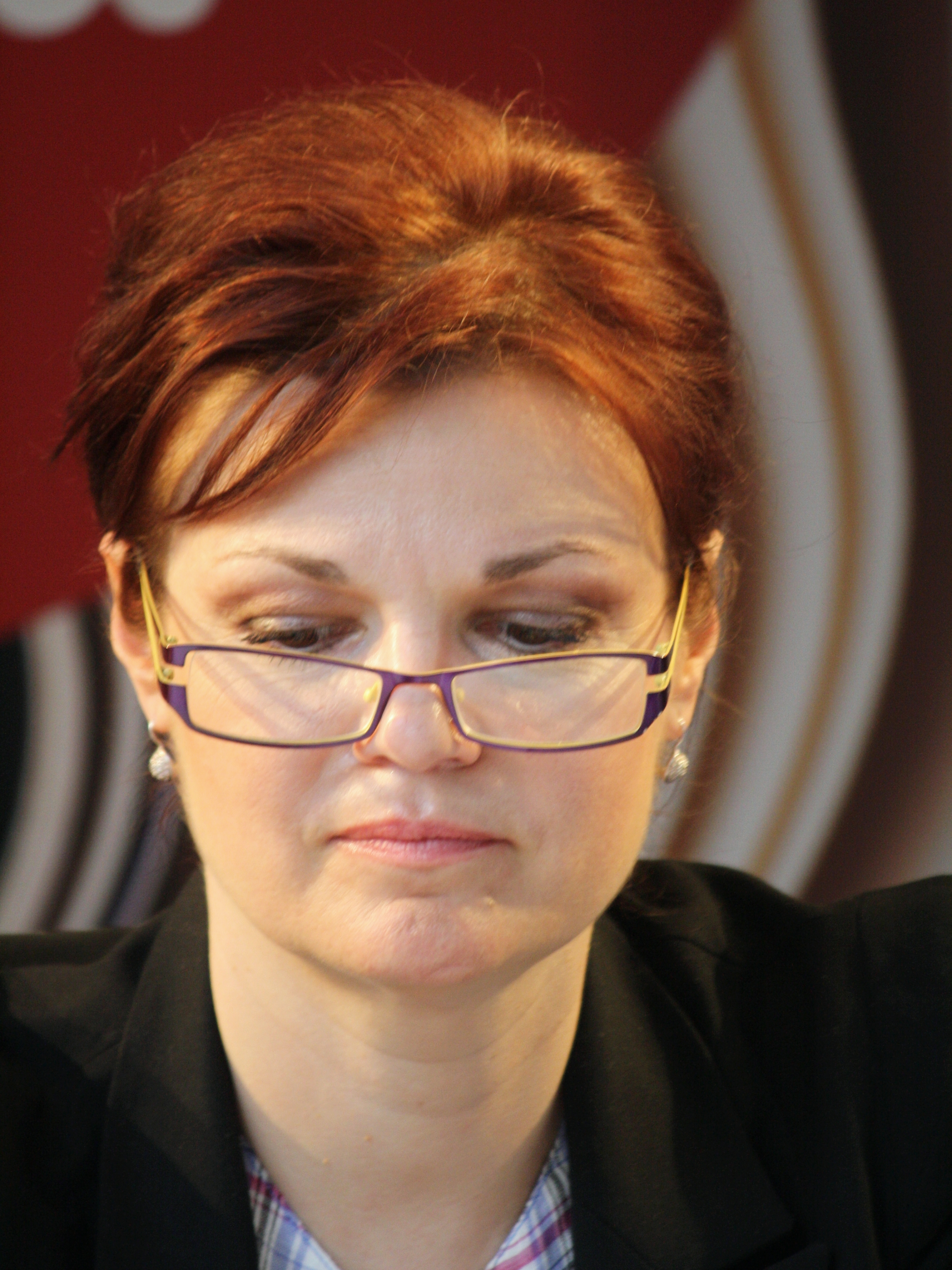
Simona Postlerová (2011)

Simona Postlerová (* 9. November 1964 in Pilsen; † 5. Mai 2024 in Prag-Vinohrady) war eine tschechische Schauspielerin.

## Leben
Postlerová, deren Vater Alexander Postler (1937–1996) als Regisseur tätig war und deren Mutter Jana Postlerová (* 1943) und Bruder (* 1962) ebenfalls als Schauspieler aktiv sind, studierte nach ihrem Schulabschluss an der Akademie der Musischen Künste (DAMU) in Prag. Bereits während des Studiums trat sie im Prager Nationaltheater auf. Ab dem Jahr 1992 war sie als festes Ensemblemitglied im Theater Divadlo na Vinohradech engagiert.
Postlerová wirkte als Schauspielerin vor der Kamera von 1984 bis 2023 in über 70 Film-und-Fernsehproduktionen mit. So verkörperte sie im Jahr 1997 in dem tschechischen Märchenfilm Rumpelstilzchen & Co. (Rumplcimprcampr) Elisabeth, das Zimmermädchen. Von 2010 bis 2012 wirkte sie in 118 Folgen der Fernsehserie Cesty domů als Patrície Stroblová mit.
Postlerová starb am 5. Mai 2024 im Alter von 59 Jahren.

## Filmografie (Auswahl)
- 1989: Wir bleiben treu
- 1991: Das Geheimnis der weißen Hirsche (Fernsehserie, 7 Folgen)
- 1997: Rumpelstilzchen & Co. (Rumplcimprcampr)
- 1998: Die drei müden Prinzessinnen
- 2003: Das Krankenhaus am Rande der Stadt – 20 Jahre später (Fernsehserie, 6 Folgen)
- 2010–2012: Cesty domů (Fernsehserie, 118 Folgen)